# 康科迪亚
康科迪亚是巴西圣卡塔琳娜州的一个市镇。总面积797.26平方公里，总人口80700人，人口密度101.2人/平方公里。